# Gudrun Ebel
Gudrun Ebel, geborene Teepe (* 26. Januar 1943 in Hamburg), ist eine deutsche Opernsängerin (Sopran).

## Leben

### Ausbildung und Anfänge
Gudrun Ebel erhielt ihre Gesangsausbildung in ihrer Geburtsstadt durch Erna Berger und durch den Gesangsprofessor und Stimmpädagogen Frederick Husler (1889–1969) in Lugano (Schweiz). 1968 debütierte sie am Landestheater Coburg, wo sie in der Spielzeit 1968/69 ihr erstes zweijähriges Bühnenengagement erhielt. Danach war sie ab der Spielzeit 1970/71 mehrere Jahre am Stadttheater Bielefeld engagiert. In der Spielzeit 1971/72 gastierte sie am Stadttheater Gießen. 1977 erhielt sie den Förderpreis für junge Künstler des Freistaates Bayern. In der Spielzeit 1978/79 war sie am Landestheater Coburg als Gast engagiert.

### Engagement am Opernhaus Nürnberg
Mit Beginn der Spielzeit 1973/74 kam sie an das Opernhaus Nürnberg, dem sie bis zum Ende ihrer Bühnenlaufbahn als festes Ensemblemitglied angehörte.
Ihr Bühnenrepertoire enthielt, auch noch zu Beginn ihres Nürnberger Engagements, zunächst Rollen aus dem Fachbereich des Koloratursoprans, insbesondere Partien als Koloratursoubrette.
Ihre erste Nürnberger Premierenrolle war im Dezember 1973 die Despina. Es folgten rasch hintereinander Rosina (Premiere: März 1974), Königin der Nacht (Wiederaufnahme, November 1974), Adina (Dezember 1976), Frau Fluth (Juni 1977), Zerbinetta (Spielzeit 1978/79) und ebenfalls in der Spielzeit 1978/79 die Aminta in der Nürnberger Erstaufführung der Strauss-Oper Die schweigsame Frau. In der Spielzeit 1978/79 sang sie auch die Gilda in einer Rigoletto-Neuinszenierung. In der Spielzeit 1980/81 sang sie eine „stimmlich und darstellerisch überragende“ Zdenka in der Neuinszenierung der Strauss-Oper Arabella.
Ab Anfang der 80er Jahre übernahm sie auch Rollen für lyrisch-dramatischen Koloratursopran. Unter der musikalischen Leitung von Hans Gierster sang sie im Juni 1982 erstmals die Violetta in einer Neuinszenierung von La Traviata. In der Spielzeit 1982/83 übernahm sie die Titelpartie in einer Nürnberger Neuinszenierung von Lucia di Lammermoor. Diese Rolle sang sie im Juni 1983 am Nürnberger Opernhaus auch in einer Gala-Vorstellung an der Seite von José Carreras. Im Juli 1984 war sie, mit Zachos Terzakis als Partner, die Konstanze in einer Neuinszenierung von Die Entführung aus dem Serail. In der Eröffnungspremiere der Spielzeit 1987/88 sang sie unter der musikalischen Leitung von Christian Thielemann die Sophie in Der Rosenkavalier.
Zu ihren weiteren Nürnberger Premierenrollen in den 80er Jahren gehörten Zerline in Don Giovanni (Premiere: Oktober 1984), Susanna in Le nozze di Figaro (Premiere: Oktober 1985), Servilia in La clemenza di Tito (Premiere: Oktober 1987) und die Titelpartie in Martha (Premiere: Oktober 1987).
In der Spielzeit 1988/89 sang sie, an der Seite von Sándor Arizs, die Nedda in einer Neuinszenierung von Der Bajazzo. In der Spielzeit 1989/90 folgte die Eurydike in Glucks Oper Orpheus und Eurydike.
Ende der 80er/Anfang der 90er Jahre vollzog Ebel den Fachwechsel hin zum Lyrischen Sopran. In der Spielzeit 1990/91 sang sie in einer Così fan tutte-Neueinstudierung, wieder unter der Leitung von Christian Thielemann, erstmals die Fiordiligi. Ab Oktober 1991 übernahm sie in der Carmen-Wiederaufnahme die Rolle der Micaëla. Ab Juni 1992 sang sie in der Wiederaufnahme der La Bohème-Produktion die Mimì. Auch nahm sie nunmehr die klassischen Rollen der Operettendiva in ihr Repertoire auf, wie Hanna Glawari in Die lustige Witwe, Sylva Varescu in Die Csárdásfürstin, Rosalinde in Die Fledermaus und Saffi in Der Zigeunerbaron.
Anfang der 2000er Jahre wechselte Ebel ins Charakterfach. In der Nürnberger Erstaufführung der Schostakowitsch-Oper Lady Macbeth von Mzensk übernahm sie in der Spielzeit 2000/01 die Rolle der Köchin Axinja. In der Spielzeit 2002/03 folgte die Rolle der Mrs. Sedley in der Nürnberger Erstaufführung von Peter Grimes. In den letzten Jahren ihrer Karriere sang Ebel mehrfach auch Mezzosopran-Rollen (Zweite Dame, Rossweisse, Marcellina in Figaros Hochzeit).
Mit Ende der Spielzeit 2003/04 ging Ebel nach über 30 Jahren am Nürnberger Opernhaus in den Ruhestand.

### Gastspiele und Tondokumente
1976 gastierte sie an der Wiener Staatsoper in Moses und Aron. Gastengagements hatte Ebel u. a. auch an der Deutschen Oper am Rhein Düsseldorf-Duisburg (1982, als Norina in Don Pasquale und als Zerbinetta), an der Bayerischen Staatsoper, am Landestheater Detmold und am Opernhaus Frankfurt (1982, als Zerbinetta).
In der Spielzeit 1982/83 trat sie an der Oper Köln an der Seite von Edda Moser (Agathe) und Siegfried Jerusalem (Max) als Ännchen in Der Freischütz auf. In der Spielzeit 1988/89 gastierte sie als Konstanze in Die Entführung aus dem Serail am Theater Regensburg.
In einer 1980 bei Ariola-Eurodisc erschienenen Gesamtaufnahme der Mozart-Oper Die Entführung aus dem Serail singt sie an der Seite von Francisco Araiza, Edita Gruberová und Norbert Orth die Blonde. Auch spielte sie bei dem Nürnberger Label Colosseum mehrere Aufnahmen mit Geistlicher Musik ein.

### Privates
Gudrun Ebel ist mit dem Chorsänger Helmuth Ebel (Bass) verheiratet, der viele Jahre im Nürnberger Opernchor sang. Ihr älterer Bruder ist der Tenor Wilhelm Teepe, der bis zum Ende der Spielzeit 2001/02 ebenfalls am Staatstheater Nürnberg engagiert war. Ihre Nichte Monika Teepe (* 1966) ist ebenfalls Sängerin.
Gudrun Ebel lebt, mittlerweile weitgehend zurückgezogen, in Altdorf bei Nürnberg.